# Stile Littorio
Stile Littorio (ital. für Liktorischer Stil) bezeichnet eine architektonische Strömung im faschistischen Italien der 1930er Jahre.

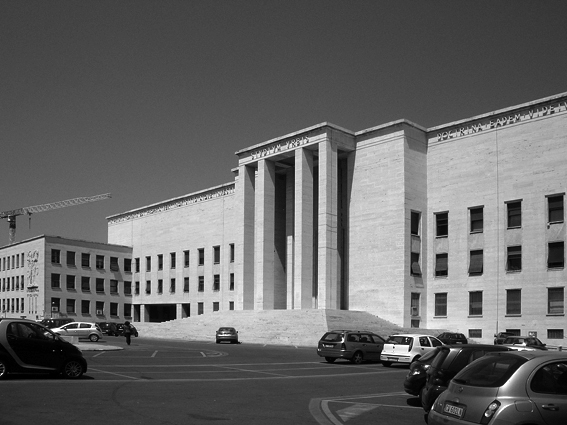
Rektoratsgebäude der Universität Rom (1935).

## Geschichte
Der Stile Littorio bezeichnet eine in den 1930er Jahren in Italien entwickelte Architektursprache, die vor allem eine Vielzahl der vom faschistischen Regime seit Beginn der 1930er Jahre bis zum Ende seiner Herrschaft beauftragten öffentlichen Bauwerke charakterisiert. Die Herausbildung des Stile Littorio steht in engem Zusammenhang mit der Entwicklung einer faschistischen Architekturpolitik in der durch direkte und indirekte Einflussnahme faschistischer Institutionen bis hin zu Mussolini selbst eine formal musterhafte, überbetonte und dogmatische, letztlich monumentale Architektursprache befördert werden sollte, um der für sich beanspruchten Größe und historischen Dimension des faschistischen Regimes Ausdruck zu verleihen.

## Begriffsbestimmung
Der Begriff Stile Littorio subsumiert in der Architekturgeschichte das Erscheinungsbild der im faschistischen Italien entworfenen und errichteten Gebäude und Stadträume, die sich in „meist rhetorischen und monumentalen Formen“ auf eine vereinfachte, in ihren Rekursen auf das antike römische Bauerbe durchaus klassizistische Architektur beziehen. Diese durch die Besonderheiten der Verknüpfung von Abstraktion und konkretem geschichtlichem Formenvokabular geprägte Art und Weise der architektonischen Gestaltung wurde als gestalterische Tendenz schon in den 1930er Jahren nach den römischen Fascis (it. fasci littori), die als Symbol des Faschismus und der faschistischen Partei verwendet wurden, benannt. Als Ausdruck einer auf die Homogenisierung der im Italien der 1920er Jahre virulenten architektursprachlichen Strömungen zielenden Staatsarchitektur, Christine Beese spricht hier von einer „künstlerischen und politischen Konsensstrategie“, verschmolz der Stile Littorio Monumentalität und Klassizismus mit dem Rationalismus und suchte nach einem einheitlichen, national konnotierten und erkennbaren Stil im Dienste eines als fortschrittlich und zugleich historisch großartig konnotierten Bildes des faschistischen Staates, insbesondere um Macht durch Maßstab und volumetrische Einfachheit zu demonstrieren.
Der Begriff wurde erstmals verwendet, als Saverio Palozzi die Ergebnisse des 1934 durchgeführten ersten Wettbewerbs für den als Palazzo del Littorio bezeichneten nationalen Hauptsitz der Nationalen Faschistische Partei (PNF) veröffentlichte.